# IBM Almaden Research Center
Le centre de recherche IBM à Almaden ou IBM Almaden Research Center est situé à San José en Californie. Il est l'un des neuf centres de recherche d'IBM. Il est spécialisé dans la recherche fondamentale et appliquée en informatique, les services, les systèmes de stockage, les sciences physiques, sciences des matériaux et la technologie. Le centre a ouvert en 1986. Il emploie approximativement 500 chercheurs dans des postes techniques, et plus de la moitié sont titulaires d'un Ph. D. Le laboratoire est le site de dix IBM Fellows, de dix IBM Distinguished Engineers, neuf IBM Master Inventors (en) and de dix-sept membres de la IBM Academy of Technology (en).
Almaden est situé dans les collines au-dessus de la Silicon Valley. Le site a été choisi pour sa proximité avec l'université Stanford, l'université de Californie à Berkeley aet d'autres institutions académiques. La recherche du laboratoire est organisée en quatre départements : science et technologie, informatique, systèmes de stockage, et services à la recherche.
Les contributions scientifiques du IBM Almaden center comportent divers découvertes comme les développements sur la photorésistance et l'effet de mirage quantique (en).
Le film d'animation en Stop-Motion intitulé A Boy and His Atom, représente un garçon jouant avec un atome pendant une minute. Le film est précédé de 30 secondes de mise en situation sur la méthode de production. Afin d'être visible, les images ont été agrandies par un facteur de 100 millions. Ce court-métrage a été produit au Almaden Research Center.